# Lectionnaire de Cluny
Le Lectionnaire de Cluny est un manuscrit enluminé daté entre 1090 et 1110 et contenant un lectionnaire à l'usage de l'abbaye de Cluny. C'est l'un des très rares manuscrits enluminés subsistant du scriptorium de la célèbre abbaye bénédictine. Il est actuellement conservé à la Bibliothèque nationale de France (NAL 2246).

## Historique
Le manuscrit est un lectionnaire copié à l'abbaye Saint-Pierre de Cluny sous l'abbatiat d'Hugues de Semur, pour être utilisé lors des offices pratiqués au sein du monastère. Daté des années 1090-1110, il a fait l'objet d'ajouts au cours du XIIe et du XIIIe siècle, qui montrent qu'il était encore utilisé à cette époque. Il reste conservé au sein de la bibliothèque de l'abbaye où il est inventorié en 1645 et ce, jusqu'à la Révolution. 
En 1798, le manuscrit est conservé avec le reste de la bibliothèque au sein de l'école centrale créée dans les anciens bâtiments monastiques. En 1802, l'école est supprimée et les manuscrits transférés au sein de la bibliothèque municipale de Cluny. De nombreux manuscrits disparaissent ou sont vendus au cours du XIXe siècle. En 1881, les 97 manuscrits subsistant sont vendus à la Bibliothèque nationale pour la somme de 20 000 francs.

## Description
Le manuscrit contient l'ensemble des textes liturgiques lus au cours des offices entre la fin du mois de février et la seconde semaine de novembre. Un second volume pour l'autre partie de l'année devait sans douter exister mais a disparu. Le manuscrit a par ailleurs fait l'objet de compléments au cours des deux siècles suivants, il contient par ailleurs de nombreuses lacunes. L'ouvrage a été copié par un seul scribe dont la main a été retrouvé dans deux autres manuscrits de Cluny et une charte de l'abbaye.
Le livre a été décoré par un seul artiste, avec peut-être un assistant. Il contient encore 6 miniatures situées pour la plupart en tête des fêtes religieuses principales. Elles représentent : l'Annonciation (f.6) ; la Crucifixion (f.42v) ; saint Marc (f.70v) ; Apparition au Cénacle, Pentecôte (f.79v) ; saint Pierre en prison réveillé par l'ange (f.113v, partiellement découpée) ; Dormition de la Vierge (f.122v). Quatre autres miniature existaient à l'origine mais ont été découpées. L'une d'entre elles a été retrouvée et acquise par le Musée de Cluny en 2004 (Inv. n° Cl.23757),. Ces miniatures sont fortement influencées par l'enluminure byzantine, transmise par l'intermédiaire de l'Italie. Ce style se retrouve dans les peintures murales de la chapelle des moines de Berzé-la-Ville, non loin de Cluny. Le manuscrit contient par ailleurs 110 lettrines ornées, décorées de rinceaux, pommettes et trèfles, influencées par l'enluminure ottonienne. 
La représentation de la Crucifixion montre un Christ vivant, aux yeux ouverts, regardant vers le spectateur comme pour le prendre à témoin. Il s'agit d'un Christ triomphant qui diffère en cela des représentations byzantines.

"
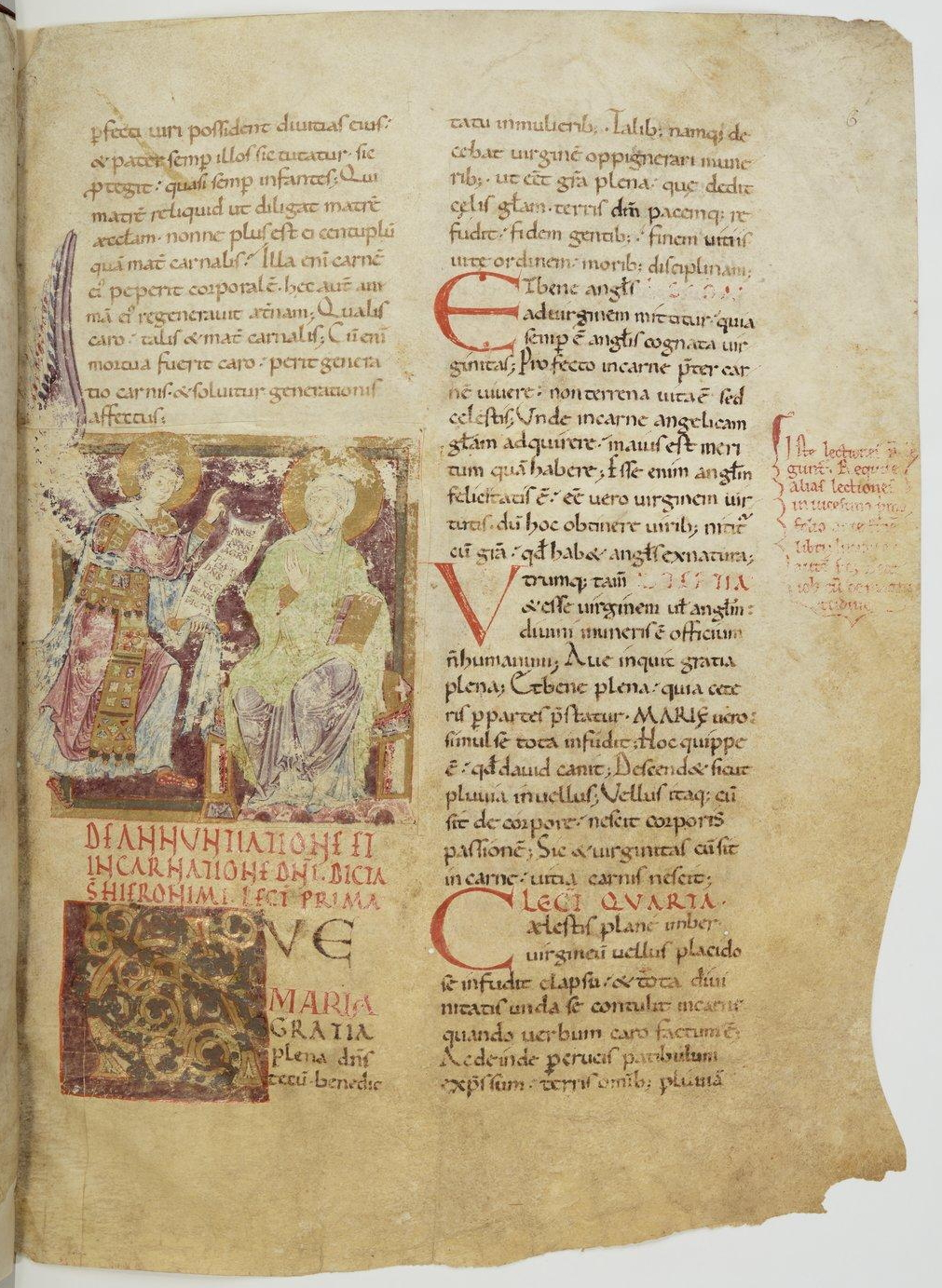
L'Annonciation (f.6)
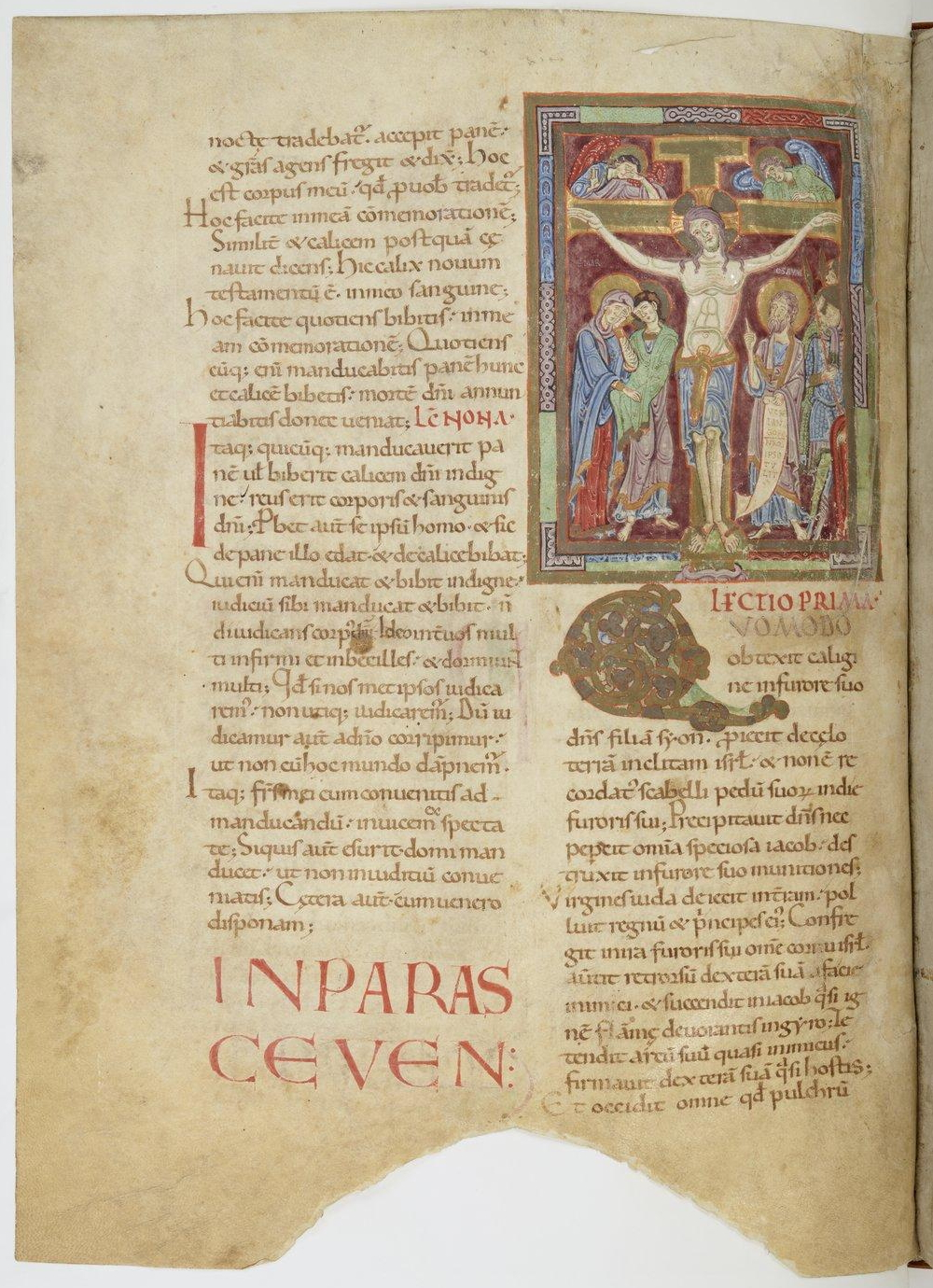
La Crucifixion (f.42v)